# Werner Körte
Werner Körte (Berlino, 21 ottobre 1853 – Berlino, 3 dicembre 1937) è stato un chirurgo tedesco.

## Biografia
Era il fratello dell'archeologo Gustav Körte (1852-1917) e il filologo Alfred Körte (1866-1946).
Durante la guerra franco-prussiana lavorò come volontario in un Typhuslazarett a Metz, e nel 1875 conseguì il dottorato in medicina presso l'Università di Strasburgo. Dal 1877 al 1879 fu assistente di Robert Ferdinand Wilms (1824-1880) all'ospedale Bethanien di Berlino. Quando Wilms fu reso incapace a causa di una malattia, rimanette provvisorio in ospedale. Dal 1889 al 1924 fu direttore del Krankenhaus Urban di Berlino.
Come chirurgo, Körte si specializzò in operazioni di fegato, cistifellea e pancreas. Dal 1899 al 1929 fu il primo segretario della Società tedesca di chirurgia, in seguito eletto presidente onorario (1930).
La cantante Amalie Joachim morì mentre subiva un'operazione di cistifellea sotto la sua cura il 3 febbraio 1899.

## Opere principali
- Die Chirurgie der Leber und der Gallenwege, 1892.
- Beiträge zur Chirurgie der Gallenwege, 1905.
- Handbuch der Praktischen Chirurgie Kapitel zum Peritoneum.
- Die Deutsche Klinik am Eingange des zwanzigsten Jahrhunderts Abschnitt über Mastdarm.

| Controllo di autorità | VIAF (EN) 7380353 · ISNI (EN) 0000 0000 5509 2118 · GND (DE) 116300884 · BNF (FR) cb10474629n (data) |